# Frente Para la Victoria (Bolivia)
El Frente Para la Victoria (FPV) fue un partido político boliviano de centroizquierda agrarista y ecologista fundado en la ciudad de La Paz el 19 de febrero de 2009 por el paceño y técnico agrónomo Eliseo Rodríguez Pari, teniendo dicho partido como sede central a la ciudad de La Paz.
El partido político participó por primera vez en las elecciones generales de Bolivia de 2019 siendo representado en esa época por Israel Rodríguez Calle como candidato a la Presidencia de Bolivia y Justino Alfonzo Román Hurtado como candidato a la Vicepresidencia de Bolivia. Sin embargo los resultados oficiales demostraron que el Frente Para la Victoria salió en novena posición al obtener el apoyo de 23 725 votos que representaba el 0,39% de la votación total a nivel nacional.
Para participar en las elecciones generales del año 2020, iniciaron direfentes acuerdos políticos, en un inicio perfilaron un acuerdo con Jorge Quiroga, aunque posteriormente terminarían suscribiendo un acuerdo con Chi Hyun Chung, quien más tarde seria expulsado de la alianza por acusaciones de discriminación contra la comunidad LTGB, por lo que el partido presentaría un nuevo binomio, Jaime Solis como candidato presidencial y Salvador Pinto como candidato a vicepresidente.Sin embargo Chi y su agrupación "Chi Puede" indicaron que no renunciarían a su candidatura por el contrato que habían firmado, finalmente Jaime Solis declinaria su candidatura, quedando Chi como único candidato presidencial junto a Salvador Pinto como vicepresidente.
El 20 de febrero de 2025, el partido FPV suscribió un acuerdo con el expresidente Evo Morales para participar en las elecciones nacionales del año 2025, aunque posteriormente se romperia esta alianza.

## Resultados electorales

### Presidenciales
|  | 0.30 % |

|  | 0.39 % |

|  | 1.55 % |

### Parlamentarias
|  | 0.39 % |

|  | 1.55 % |

### Subnacionales
| Año  | Candidato         | Votos | %               | Posición | Resultado | Notas |
| ---- | ----------------- | ----- | --------------- | -------- | --------- | ----- |
| 2021 | Marcial Fabricano | 1 280 | \| \| 0.64 % \| | (9°)     | No electo |       |
|      | 0.64 %            |       |                 |          |           |       |

|  | 3.10 % |

|  | 0.63 % |

|  | 3.91 % |

|  | 1.51 % |

| Año  | Candidato     | Votos | %               | Posición | Resultado | Notas |
| ---- | ------------- | ----- | --------------- | -------- | --------- | ----- |
| 2021 | Marcelo Pérez | 3 608 | \| \| 1.40 % \| | (9°)     | No electo |       |
|      | 1.40 %        |       |                 |          |           |       |

| Año  | Candidato     | Votos | %               | Posición | Resultado | Notas |
| ---- | ------------- | ----- | --------------- | -------- | --------- | ----- |
| 2015 | Benito Mamani | 1 986 | \| \| 4.21 % \| | (3°)     | No electo |       |
|      | 4.21 %        |       |                 |          |           |       |

|  | 4.10 % |

|  | 0.52 % |

|  | 0.50 % |

|  | 0.00 % |

|  | 1.72 % |

|  | 0.57 % |